# Quando si diventa vecchi
Il dipinto Quando si diventa vecchi (in olandese Als men oud wordt)  è opera del pittore olandese di origine ebraica Jozef Israëls.

## Storia e descrizione
La figura di vecchia davanti al focolare - simbolo di dolore, di solitudine, di stenti, di miseria - domina la scena, caratterizzata da un rustico orologio a pendolo alla parete e da un piccolo fuoco che arde dentro un grande camino di pietra. Il cono d'ombra proiettato dalla vecchia si allunga sul pavimento sconnesso della stanza. La luce piove dall'alto, illuminando la cuffia di tela bianca della vecchia e le sue mani, gonfie e deformate per l'artrosi.
 La tavolozza è composta da tine brune e rossastre, con qualche tocco di bianco. Il corpo della donna, ripiegato su se stesso, scompare sotto una grande mantella di lana, scolorita e lisa, mentre il viso resta indecifrabile, nell'ombra. Trama di questa scena è una composizione di preventive pennellate sottili, accostate le une alle altre. La tecnica usata è quella di tracciare prima una composizione, con larghe pennellare e poi riempirla, gradatamente, accostando tratti di colore, brevi.
Piccoli tocchi di luce colpiscono la scena, sottolineando i contorni della figura di donna, della sedia impagliata, dell'orologio alla parete. La donna anziana è scelta per rappresentare la condizione misera di una vecchiaia sofferente e solitaria. Di questo dipinto, il pittore italiano Vittorio Cavalleri fece una copia, dal titolo Davanti al fuoco, che si trova oggi a Torino, in una collezione privata.
Per motivi di salute, Jozef Israëls si era trasferito per qualche mese nel villaggio di Zandvoort, non lontano da Haarlem, dove entrò in contatto con un ambiente, nuovo per lui, di umili pescatori. Ritrasse, in modo realistico e toccante, la vita quotidiana di vecchi, di contadini, ripresi nelle loro case o nei loro luoghi di lavoro.
 Frutto di questa sensibilità verso le classi sociali più diseredate sono dipinti come Il naufrago, Pasto frugale, Alla tomba della madre, Sul lastrico e Quando si diventa vecchi. Si avverte in queste opere l'attento studio dei dipinti di Rembrandt.

### Esposizioni
- 1991-1992, Il lavoro dell'uomo da Goya a Kandinskij, Braccio di Carlo Magno, Città del Vaticano[4]